# Miargyrit
Miargyrit, även äldre benämning kenngottit, är ett mineral som består av silver, antimon och svavel med en silverhalt på ca 37 %. Den har stålgrå färg, körsbärsrött pulver och metallaktig glans.

## Förekomst
Miargyrit upptäcktes först i gruvan Neue Hoffnungs Gottes i Bräunsdorf nära staden Freiberg i Tyskland år 1824. Det förekommer bland annat i Sachsen, Ungern, Spanien och Mexiko. I Sverige finns kända förekomster i Sala kommun och Långban.

## Användning
Främsta användningen för miargyrit är för framställning av silver.